# Lavínia Vlasak
Lavínia Gutmann Vlasak (Río de Janeiro, 14 de junio de 1976) es una actriz brasileña.

## Biografía
Descendiente de checos y alemanes, nació en Río de Janeiro, hija del presidente financiero Robert Vlasak y Eugenia Gutmann, ama de casa, en 1980, se mudó a Estados Unidos cuando su padre, un empleado de una empresa multinacional, fue trasladado allí. Vivió fuera de Brasil de 4 a 7 años y por eso sabía leer y escribir en inglés. A sólo 7 años de edad, a su regreso a Brasil, aprendió portugués. A su regreso, estudió en la Escuela Británica en Río de Janeiro. El currículo de la escuela le dio prominencia a la formación artística, donde se interesó en la profesión de actor. Desde el principio, escuchaba sus profesores que sería un excelente intérprete.
Comenzó su vida profesional trabajando como modelo. Su carrera comenzó por pura imposición de su padre, quien impresionó con algunas fotos de su hija, entonces de 15, quienes tomaron un libro necesario. cuenta que todavía Lavinia trató de argumentar en vano, diciendo que él realmente quería hacer periodismo, hacer ambos habían estudiado para ser sólo un modelo, pero no tenía otra alternativa. Después de eso, nunca se detuvo, y fue con este dinero que financió su oficio actriz cursos.

## Vida personal
Actualmente está casada con el economista Celso Colombo Neto, con quien tiene dos hijos, Felipe, nacido en diciembre de 2008 y Estella, nacida en febrero de 2012.

## Filmografía

### Televisión
| Año  | Título                            | Personaje                |
| ---- | --------------------------------- | ------------------------ |
| 1996 | El rey del ganado                 | Lia Mezenga              |
| 1997 | Anjo Mau                          | Lígia Abreu Furtado      |
| 1998 | Malhação                          | Érica                    |
| 1998 | Você Decide                       |                          |
| 1999 | Chiquinha Gonzaga                 | Marie de Paris           |
| 1999 | Fuerza del deseo                  | Alice Ventura            |
| 2000 | Lazos de familia                  | Luiza                    |
| 2001 | As Filhas da Mãe                  | Valentine Ventura        |
| 2002 | Brava Gente                       | Ana                      |
| 2003 | Mujeres apasionadas               | Estela de Azevedo Franco |
| 2004 | Celebridad                        | Tânia Nascimento         |
| 2004 | A Diarista                        | Ludmila Versoça          |
| 2005 | Prueba de amor                    | Clarice Luz              |
| 2006 | Mandrake                          | Alexia                   |
| 2006 | Vidas opuestas                    | Erínia Oliveira          |
| 2010 | A Vida Alheia                     | Mel                      |
| 2010 | As Cariocas                       | Julinha                  |
| 2010 | Afinal, o Que Querem as Mulheres? | Cameo de actriz          |
| 2011 | Insensato corazón                 | Úrsula                   |
| 2012 | As Brasileiras                    | Isabel                   |
| 2014 | As Canalhas                       | Natália                  |
| 2015 | Totalmente Demais                 | Natasha Oliver           |